# Lacétans
 (septembre 2024).
Les Lacétans (en latin : Lacetani ou Iaccetani) sont un peuple de l'Hispanie pré-romaine (Tarraconaise), dont le territoire se situe au nord de l'Èbre et près des Pyrénées, entre ceux des Vascons à l'ouest et des Ceretani à l'est. Leur ville principale est Iacca, aujourd'hui Jaca.